# Curarea candicans
Curarea candicans är en tvåhjärtbladig växtart som först beskrevs av Richard och Dc., och fick sitt nu gällande namn av Rupert Charles Barneby och Krukoff. Curarea candicans ingår i släktet Curarea och familjen Menispermaceae. Inga underarter finns listade i Catalogue of Life.